# Deutsche Leichtathletik-Meisterschaften 1974/Resultate
Der Hauptteil der Wettbewerbe bei den 74. Deutschen Leichtathletik-Meisterschaften wurde vom 26. bis zum 28. Juli 1974 im Niedersachsenstadion von Hannover ausgetragen.
In der hier vorliegenden Auflistung werden die in den verschiedenen Wettbewerben jeweils ersten acht platzierten Leichtathletinnen und Leichtathleten aufgeführt. Eine Übersicht mit den Medaillengewinnerinnen und -gewinnern sowie einigen Anmerkungen zu den Meisterschaften findet sich unter dem Link Deutsche Leichtathletik-Meisterschaften 1974.
Wie immer gab es zahlreiche Disziplinen, die zu anderen Terminen an anderen Orten stattfanden – in den folgenden Übersichten jeweils konkret benannt.

## Meisterschaftsresultate Männer

### 100 m
| Platz | Athlet, Verein                               | Zeit (s) |
| ----- | -------------------------------------------- | -------- |
| 1     | Manfred Ommer (TSV Bayer 04 Leverkusen)      | 10,20    |
| 2     | Franz-Peter Hofmeister (Jugend 07 Bergheim)  | 10,28    |
| 3     | Klaus-Dieter Bieler (TV Wattenscheid 01)     | 10,31    |
| 4     | Karlheinz Klotz (SV Salamander Kornwestheim) | 10,35    |
| 5     | Reinhard Borchert (OSC Thier Dortmund)       | 10,40    |
| 6     | Ulrich Haupt (TSV Bayer 04 Leverkusen)       | 10,42    |
| 7     | Dieter Gebhard (SV Salamander Kornwestheim)  | 10,51    |
| 8     | Werner Bastians (TV Wattenscheid 01)         | 10,53    |

Datum: 27. Juli
Wind: + 3,27 m/s

### 200 m
| Platz | Athlet, Verein                                | Zeit (s) |
| ----- | --------------------------------------------- | -------- |
| 1     | Manfred Ommer (TSV Bayer 04 Leverkusen)       | 20,57    |
| 2     | Klaus-Dieter Bieler (TV Wattenscheid 01)      | 20,70    |
| 3     | Robert Tempel (LG Kreis Moers)                | 21,18    |
| 4     | Ulrich Haupt (TSV Bayer 04 Leverkusen)        | 21,25    |
| 5     | Karlheinz Klotz (SV Salamander Kornwestheim)  | 21,37    |
| 6     | Friedhelm Grimmiger (LG DJK Boullo Andernach) | 21,49    |
| 7     | Klaus Lemke (LG Frankfurt)                    | 21,53    |
| 8     | Klaus Ehl (TV Wattenscheid 01)                | 21,60    |

Datum: 28. Juli
Wind: + 0,3 m/s

### 400 m
| Platz | Athlet, Verein                                   | Zeit (s) |
| ----- | ------------------------------------------------ | -------- |
| 1     | Bernd Herrmann (TSV Bayer 04 Leverkusen)         | 45,10    |
| 2     | Karl Honz (VfB Stuttgart)                        | 45,60    |
| 3     | Horst-Rüdiger Schlöske (TSV Siemensstadt Berlin) | 46,35    |
| 4     | Falko Geiger (VfB Stuttgart)                     | 46,81    |
| 5     | Rainer Boyé (LG Frankfurt)                       | 47,04    |
| 6     | Lothar Krieg (ASC Wella Darmstadt)               | 47,17    |
| 7     | Gerhard Schröder (LC Bonn)                       | 48,14    |
| 8     | Günter Karge (TuS Köln rrh. 1874)                | 48,20    |

Datum: 27. Juli

### 800 m
| Platz | Athlet, Verein                            | Zeit (min) |
| ----- | ----------------------------------------- | ---------- |
| 1     | Willi Wülbeck (Rot-Weiß Oberhausen)       | 1:46,50    |
| 2     | Josef Schmid (SV Salamander Kornwestheim) | 1:46,98    |
| 3     | Heinz Langenbach (Eichenkreuz LG Siegen)  | 1:47,01    |
| 4     | Reinhold Soyka (LC Bonn)                  | 1:47,33    |
| 5     | Joachim Strauß (OSC Thier Dortmund)       | 1:47,42    |
| 6     | Mohamed Siddique / Pakistan (ASV Köln)    | 1:48,10    |
| 7     | Paul Benz (MTV Aalen)                     | 1:48,99    |
| 8     | Reiner Burmester (VfL Wolfsburg)          | 1:50,67    |

Datum: 28. Juli

### 1500 m
| Platz | Athlet, Verein                            | Zeit (min) |
| ----- | ----------------------------------------- | ---------- |
| 1     | Paul-Heinz Wellmann (TV 1885 Haiger)      | 3:39,83    |
| 2     | Thomas Wessinghage (TV 1885 Haiger)       | 3:39,90    |
| 3     | Christoph Engel (LG Braunschweig)         | 3:41,30    |
| 4     | Henning von Papen (LG Rhein-Berg)         | 3:43,04    |
| 5     | Rudolf Pagel (SV Salamander Kornwestheim) | 3:44,08    |
| 6     | Karl Fleschen (LG Vulkaneifel)            | 3:44,86    |
| 7     | Frank Thomé (ASV Köln)                    | 3:47,50    |
| 8     | Jost Wollstein (DSC Oldenburg)            | 3:48,40    |

Datum: 27. Juli

### 5000 m
| Platz | Athlet, Verein                                    | Zeit (min) |
| ----- | ------------------------------------------------- | ---------- |
| 1     | Hans-Jürgen Orthmann (LG Sieg)                    | 14:01,1    |
| 2     | Karl Mann (ASC Wella Darmstadt)                   | 14:01,6    |
| 3     | Friedel Klement (VfL Wolfsburg)                   | 14:03,8    |
| 4     | Friedrich Kreth (TV Braunfels)                    | 14:04,4    |
| 5     | Wolf-Dieter Poschmann (TV Wattenscheid 01)        | 14:06,8    |
| 6     | Klaus-Peter Hildenbrand (LG DJK Boullo Andernach) | 14:22,6    |
| 7     | Robert Manz (VfL Sindelfingen)                    | 14:26,8    |
| 8     | Günter Stucky (LG Freiburg)                       | 14:29,2    |

Datum: 28. Juli

### 10.000 m
| Platz | Athlet, Verein                          | Zeit (min) |
| ----- | --------------------------------------- | ---------- |
| 1     | Detlef Uhlemann (LC Bonn)               | 28:48,6    |
| 2     | Günter Mielke (TV Wattenscheid 01)      | 28:59,4    |
| 3     | Wilhelm Jungbluth (Jugend 07 Bergheim)  | 29:04,4    |
| 4     | Ingo Sensburg (Neuköllner Sportfreunde) | 29:15,0    |
| 5     | Wolfgang Krüger (LBV Phönix Lübeck)     | 29:19,0    |
| 6     | Karl-Ulrich Freitag (LG Bamberg)        | 29:26,2    |
| 7     | Dieter Brand (TV 1848 Lippstadt)        | 29:36,4    |
| 8     | Theodor Leimbach (LG Kassel/Baunatal)   | 29:39,0    |

Datum: 27. Juli

### Marathon
| Platz | Athlet, Verein                             | Zeit (h)  |
| ----- | ------------------------------------------ | --------- |
| 1     | Anton Gorbunow (LAC Quelle Fürth)          | 2:21:50,8 |
| 2     | Josef Plum (TV 1894 Roetgen)               | 2:21:53,4 |
| 3     | Ulrich Hutmacher (VfL Wolfsburg)           | 2:23:05,6 |
| 4     | Lutz Philipp (ASC Wella Darmstadt)         | 2:23:32,0 |
| 5     | Paul Peeters Niederlande (LAZ Krefeld)     | 2:24:16,0 |
| 6     | Heinz Kübelt (LG Lüdenscheid/Friesen)      | 2:24:26,0 |
| 7     | Gernot Bastian (Karlsruher SC)             | 2:24:32,0 |
| 8     | Wolf-Dieter Poschmann (TV Wattenscheid 01) | 2:25:45,6 |

Datum: 28. September
fand in Husum statt

### Marathon, Mannschaftswertung
| Platz | Verein, Besetzung                                                                   | Zeit (h) |
| ----- | ----------------------------------------------------------------------------------- | -------- |
| 1     | ASC Wella Darmstadt (Lutz Philipp, Till Lufft, Helmut Reitz)                        | 7:17:02  |
| 2     | LAC Quelle Fürth (Anton Gorbunow, Clemens Schneider-Strittmatter, Manfred Genthner) | 7:19:09  |
| 3     | VfL Wolfsburg (Ulrich Hutmacher, Willi Wetzel, Jürgen Behrens)                      | 7:23:24  |
| 4     | TV Wattenscheid 01 (Wolf-Dieter Poschmann, Winfried Hellwig, Hans-Dieter Schulten)  | 7:24:41  |
| 5     | Karlsruher SC (Gernot Bastian, Hans Gulyas, Henning Krogmeier)                      | 7:25:44  |
| 6     | LG Post/Siemens Nürnberg (Walter Herrmann, Alfredo Blasel, Günther Schmidt)         | 7:26:30  |
| 7     | Neuköllner Sportfreunde (Jens Wollenberg, Ingo Sensburg, Michael Weiß)              | 7:26:59  |
| 8     | SCC Berlin (Wolfram Weber, Horst Wegner, Heinz Uth)                                 | 7:35:19  |

Datum: 28. September
fand in Husum statt

### 110 m Hürden
| Platz | Athlet, Verein                              | Zeit (s) |
| ----- | ------------------------------------------- | -------- |
| 1     | Manfred Schumann (USC Mainz)                | 14,12    |
| 2     | Dieter Gebhard (SV Salamander Kornwestheim) | 14,31    |
| 3     | Volker Warbende (LG Itzehoe)                | 14,34    |
| 4     | Werner Eikmeier (TSV Bayer 04 Leverkusen)   | 14,50    |
| 5     | Hans-Walter Schmitt (USC Mainz)             | 14,61    |
| 6     | Guido Kratschmer (USC Mainz)                | 14,65    |
| 7     | Robert Heiß (USC München)                   | 14,71    |
| 8     | Konrad Frey (Turnerbund Weiden)             | 14,78    |

Datum: 28. Juli
Wind: + 2,1 m/s

### 400 m Hürden
| Platz | Athlet, Verein                          | Zeit (s) |
| ----- | --------------------------------------- | -------- |
| 1     | Rolf Ziegler (SKV Eglosheim)            | 49,80    |
| 2     | Werner Reibert (USC Heidelberg)         | 50,52    |
| 3     | Hermann Köhler (TV Wattenscheid 01)     | 50,84    |
| 4     | Dieter Friedrich (LG PSV/WSV Wuppertal) | 50,87    |
| 5     | Georg Nückles (VfB Stuttgart)           | 51,21    |
| 6     | Ulrich Zunker (LBV Phönix Lübeck)       | 51,29    |
| 7     | Fritz Tille (FC Bayer 05 Uerdingen)     | 51,36    |
| 8     | Volkhard Müller (ASC Wella Darmstadt)   | 52,87    |

Datum: 27. Juli

### 3000 m Hindernis
| Platz | Athlet, Verein                            | Zeit (min) |
| ----- | ----------------------------------------- | ---------- |
| 1     | Michael Karst (SV Saar 05 Saarbrücken)    | 8:27,0     |
| 2     | Willi Maier (SV Salamander Kornwestheim)  | 8:31,4     |
| 3     | Willi Wagner (TV Wattenscheid 01)         | 8:34,6     |
| 4     | Willi Holler (LAC Quelle Fürth)           | 8:40,4     |
| 5     | Hans-Dieter Schulten (TV Wattenscheid 01) | 8:41,8     |
| 6     | Wolfgang Soukup (LG Itzehoe)              | 8:43,6     |
| 7     | Alfred Pankow (LG Nordwest Hamburg)       | 8:48,4     |
| 8     | Axel Blattgerste (TG 1848 Neuss)          | 8:50,4     |

Datum: 28. Juli

### 4 × 100 m Staffel
| Platz | Verein, Besetzung                                                                            | Zeit (s) |
| ----- | -------------------------------------------------------------------------------------------- | -------- |
| 1     | TV Wattenscheid 01 I (Günter Wessing, Klaus-Dieter Bieler, Dieter Steinmann, Klaus Ehl)      | 39,79    |
| 2     | TSV Bayer 04 Leverkusen (Ulrich Haupt, Manfred Ommer, Werner Eikmeier, Bernd Herrmann)       | 39,79    |
| 3     | LG Frankfurt (Heinz Rienecker, Gerold Hein, Klaus-Günther Lemke, Karlheinz Weisenseel)       | 40,25    |
| 4     | Jugend 07 Bergheim (Helmut Feldges, Walter, Michael van Wickeren, Franz-Peter Hofmeister)    | 40,30    |
| 5     | SV Salamander Kornwestheim (Wolfgang Jäger, Karlheinz Klotz, Dieter Gebhard, Petri)          | 40,31    |
| 6     | TV Wattenscheid 01 II (Andreas Gloerfeld, Johannes Heling, Werner Bastians, Jürgen Uschmann) | 40,69    |
| 7     | OSC Thier Dortmund (Lödding, Koch, Dittmann, Reinhard Borchert)                              | 41,22    |
| 8     | USC Mainz (Manfred Schumann, Daun, Wischmann, Guido Kratschmer)                              | 42,01    |

Datum: 28. Juli

### 4 × 400 m Staffel
| Platz | Verein, Besetzung                                                                                        | Zeit (min) |
| ----- | --- | ---------- |
| 1     | VfB Stuttgart (Falko Geiger, Georg Nückles, Uwe Lenz, Karl Honz)                                         | 3:05,32    |
| 2     | TSV Siemensstadt Berlin (Volker Kolletzky, Franz-Josef Gleen, Wolfgang Druschky, Horst-Rüdiger Schlöske) | 3:06,52    |
| 3     | ASC Wella Darmstadt (Wolfgang Zischke, Fritz Schäfer, Lothar Krieg, Müller)                              | 3:09,80    |
| 4     | OSC Thier Dortmund (Stark, Knaak, Klaus Scheidsteger, Deter)                                             | 3:11,03    |
| 5     | VfL Wolfsburg (Klewin, Rudolf Brumund, Knut Röttger, Frank Thieme)                                       | 3:11,03    |
| 6     | LG Frankfurt (Bernd Töpfer, Heep, Werner Schmal, Rainer Boyé)                                            | 3:11,74    |
| 7     | VfL Wolfsburg (Wittke, Achilles, Starke, Löber)                                                          | 3:14,10    |
| 8     | Post SV Trier (Schneider, Günter Uhlig, Albert Lang, Manfred Kuhn)                                       | 3:15,70    |

Datum: 28. Juli

### 4 × 800 m Staffel
| Platz | Verein, Besetzung                                                                      | Zeit (min) |
| ----- | -------------------------------------------------------------------------------------- | ---------- |
| 1     | SV Salamander Kornwestheim (Günter Weber, Lothar Schimmel, Josef Schmid, Rudolf Pagel) | 7:31,0     |
| 2     | SCC Berlin (Jürgen Lange, Jörg Schütze, Harald Neugebauer, Jens-Bodo Fried)            | 7:32,7     |
| 3     | LC Bonn (Gerhard Schröder, Reinhold Soyka, Rudolf Brückner, Gerd Schwillo)             | 7:33,8     |
| 4     | OSC Thier Dortmund (Rimbach, Krönke, Manfred Schoeneberg, Strauß)                      | 7:37,7     |
| 5     | LG Sieg (Hans-Jürgen Lichte, Michael Köhler, Rüdiger Möhler, Hans-Jürgen Orthmann)     | 7:38,1     |
| 6     | Eichenkreuz LG Siegen (K. Schneider, Ginsburg, R. Schneider, Heinz Langenbach)         | 7:39,4     |
| 7     | SV Darmstadt 98 (Dienst, Tretner, R. Reibold, Hans Reibold)                            | 7:42,9     |
| 8     | TK Hannover (Depping, Lembrecht, Hartmut Fischer, Heiner Himstedt)                     | 7:45,0     |

Datum: 29. September
fand in Obersuhl statt

### 4 × 1500 m Staffel
| Platz | Verein, Besetzung                                                                        | Zeit (min) |
| ----- | ---------------------------------------------------------------------------------------- | ---------- |
| 1     | ASC Darmstadt I (Wilfried Raatz, Reinhard Leibold, Urs Lufft, Karl Mann)                 | 15:35,2    |
| 2     | VfL Wolfsburg (Friedel Klement, Reiner Burmester, Volker Bergander, Klaus Klingeberg)    | 15:45,0    |
| 3     | LC Bonn (Johannes Lummer, Ludwig Haefele, Detlef Uhlemann, Jochen Schirmer)              | 15:45,8    |
| 4     | LAC Quelle Fürth (Harald Schmaus, Hans Bruckmeier, Roland Ziegler, Willi Holler)         | 15:49,6    |
| 5     | LC Mengerskirchen (Wagner, Klaus Schäfer, Manfred Fauser, Norbert Rautenberg)            | 15:58,0    |
| 6     | ASC Darmstadt II (Ludwig, Jackwerth, Fritz Schäfer, Schmitt)                             | 16:08,6    |
| 7     | Polizei SV Lippe-Detmold (Friedrich Räker, Joachim Stober, Paul Rosenbaum, Peter Döbler) | 16:15,8    |
| 8     | LG ESV/PSV Essen (Heukelbach, Kammerscheidt, Werner Gosewinkel, Alfred Wunderlich)       | 16:27,6    |

Datum: 29. September
fand in Obersuhl statt

### 20-km-Gehen
| Platz | Athlet, Verein                              | Zeit (h)  |
| ----- | ------------------------------------------- | --------- |
| 1     | Bernd Kannenberg (LAC Quelle Fürth)         | 1:29:48,0 |
| 2     | Gerhard Weidner (TSV Salzgitter)            | 1:29:53,6 |
| 3     | Heinrich Schubert (DJK Adler Bad Kreuznach) | 1:32:38,8 |
| 4     | Manfred Kolvenbach (VfL Wolfsburg)          | 1:33:33,0 |
| 5     | Robert Henderson / USA (USC Heidelberg)     | 1:35:02,6 |
| 6     | Siegfried Richter (VfL Wolfsburg)           | 1:35:49,2 |
| 7     | Bernhard Schmidt (VfL Wolfsburg)            | 1:36:09,6 |
| 8     | Julius Müller (Werder Bremen)               | 1:37:12,0 |

Datum: 26. Juli

### 20-km-Gehen, Mannschaftswertung
| Platz | Verein, Besetzung                                                           | Zeit (h)  |
| ----- | --------------------------------------------------------------------------- | --------- |
| 1     | VfL Wolfsburg (Manfred Kolvenbach, Siegfried Richter, Bernhard Schmidt)     | 4:45:31,8 |
| 2     | LAC Quelle Fürth (Bernd Kannenberg, Leo Frey, Alfons Schwarz)               | 4:46:46,4 |
| 3     | USC Heidelberg (Robert Henderson / USA, Franz Zähringer, Wolfgang Werner)   | 4:56:09,8 |
| 4     | Eintracht Frankfurt (Hans Michalski, Walter Drössler, Jürgen Schönfeld)     | 4:59:16,0 |
| 5     | DJK Adler Bad Kreuznach (Heinrich Schubert, Gerd Birnstock, Helmut Seifert) | 5:09:02,4 |
| 6     | LG Urania Wandsbek Hamburg (E. Ahrens, Pommerenke, C. Ahrens)               | 5:10:26,8 |
| 7     | SC Unterrieden (Felix Maier, Gerhard Dörner, Rudolf Dörner)                 | 5:17:16,2 |
| 8     | LG Unterweser Brake (Detlef Heitmann, Gerhard Scholz, Arthur Boburka)       | 5:18:45,6 |

Datum: 26. Juli

### 50-km-Gehen
| Platz | Athlet, Verein                              | Zeit (h)  |
| ----- | ------------------------------------------- | --------- |
| 1     | Gerhard Weidner (TSV Salzgitter)            | 4:00:51,0 |
| 2     | Heinrich Schubert (DJK Adler Bad Kreuznach) | 4:07:33,2 |
| 3     | Hans Michalski (Eintracht Frankfurt)        | 4:21:24,8 |
| 4     | Heinz Mayr (VfL Wolfsburg)                  | 4:22:44,6 |
| 5     | Alfons Schwarz (LAC Quelle Fürth)           | 4:23:21,0 |
| 6     | Walter Drössler (Eintracht Frankfurt)       | 4:24:27,0 |
| 7     | Bernhard Schmidt (VfL Wolfsburg)            | 4:24:48,0 |
| 8     | Leo Frey (LAC Quelle Fürth)                 | 4:26:02,0 |

Datum: 13. Oktober
fand in Salzgitter statt

### 50-km-Gehen, Mannschaftswertung
| Platz | Verein, Besetzung                                                       | Zeit (h)   |
| ----- | ----------------------------------------------------------------------- | ---------- |
| 1     | VfL Wolfsburg (Heinz Mayr, Bernhard Schmidt, Manfred Kolvenbach)        | 13:16:55,6 |
| 2     | LAC Quelle Fürth (Alfons Schwarz, Leo Frey, Hanno Haag)                 | 13:17:21,0 |
| 3     | Eintracht Frankfurt (Hans Michalski, Walter Drössler, Reinhard Speidel) | 14:02:06,8 |
| 4     | Post-SV Mühldorf (Josef Stangl, Hans Binder, Peter Thurner)             | 14:06:21,0 |
| 5     | LG Unterweser Brake (Gerhard Scholz, Detlef Heitmann, Arthur Boburka)   | 14:35:04,0 |
| 6     | TG Harkort Wetter (Bauch, Dante, Gerhard Affeldt)                       | 14:40:56,0 |
| 7     | SV Friedrichsgabe (Gatermann, Dr. Wilfried Zahl, Heinz Hammann)         | 14:43:34,0 |
| 8     | Bielefelder TG (Hartwig, Meyer, Thielsch)                               | 15:29:48,0 |

Datum: 13. Oktober
fand in Salzgitter statt

### Hochsprung
| Platz | Athlet, Verein                               | Höhe (m) |
| ----- | -------------------------------------------- | -------- |
| 1     | Walter Boller (USC Mainz)                    | 2,17     |
| 2     | Wolfgang Bachl (VfB Stuttgart)               | 2,11     |
| 3     | Heinz-Günter Zimmer (TV 1846 Alzey)          | 2,11     |
| 4     | Bernd Mühle (USC Mainz)                      | 2,08     |
| 5     | Jürgen Lichtenberg (TSV Bayer 04 Leverkusen) | 2,08     |
| 6     | Milan Jamrich (ASC Wella Darmstadt)          | 2,08     |
| 7     | Theo Walpurgis (ASV Köln)                    | 2,08     |
| 8     | Franz Hagg (TSV Schwabmünchen)               | 2,05     |

Datum: 27. Juli

### Stabhochsprung
| Platz | Athlet, Verein                                | Höhe (m) |
| ----- | --------------------------------------------- | -------- |
| 1     | Donald Baird / Australien (KSV Hessen Kassel) | 5,25     |
| 2     | Heinz Busche (ASV Köln)                       | 5,20     |
| 3     | Masanori Araya / Japan (USC Mainz)            | 5,10     |
| 4     | Robert Anders (Stuttgarter Kickers)           | 4,90     |
| 5     | Günther Lohre (SV Salamander Kornwestheim)    | 4,90     |
| 6     | Wolfgang Mohr (Rot-Weiß Oberhausen)           | 4,90     |
| 7     | Hans Gedrat (Karlsruher SC)                   | 4,70     |
| 7     | Reiner Liese (ASC Wella Darmstadt)            | 4,70     |

Datum: 27. Juli

### Weitsprung
| Platz | Athlet, Verein                           | Weite (m) |
| ----- | ---------------------------------------- | --------- |
| 1     | Hans Baumgartner (TV Heppenheim)         | 8,00      |
| 2     | Ulrich Köwring (TV Wattenscheid 01)      | 7,77      |
| 3     | Hans-Jürgen Berger (TuS 04 Leverkusen)   | 7,74      |
| 4     | Joachim Busse (SC Bayer 05 Uerdingen)    | 7,70      |
| 5     | Helmut Klöck (TSV Bayer 04 Leverkusen)   | 7,63      |
| 6     | Dieter Steinmann (TV Wattenscheid 01)    | 7,57      |
| 7     | Norbert Teipel (TSV Bayer 04 Leverkusen) | 7,55      |
| 8     | Rolf Overath (LC Bonn)                   | 7,43      |

Datum: 28. Juli

### Dreisprung
| Platz | Athlet, Verein                                | Weite (m) |
| ----- | --------------------------------------------- | --------- |
| 1     | Joachim Kugler (ASC Wella Darmstadt)          | 15,91     |
| 2     | Wolfgang Kolmsee (SV Salamander Kornwestheim) | 15,90     |
| 3     | Bernd Sussner (Eintracht Frankfurt)           | 15,87     |
| 4     | Ludwig Franz (LAC Quelle Fürth)               | 15,82     |
| 5     | Richard Kick (TSV 1860 München)               | 15,70     |
| 6     | Michael Sauer (USC Mainz)                     | 15,66     |
| 7     | Joachim Papior (TSV Bayer 04 Leverkusen)      | 15,05     |
| 8     | Hans Meuers (FC Bayer 05 Uerdingen)           | 14,87     |

Datum: 27. Juli

### Kugelstoßen
| Platz | Athlet, Verein                       | Weite (m) |
| ----- | ------------------------------------ | --------- |
| 1     | Ralf Reichenbach (OSC Berlin)        | 20,15     |
| 2     | Ferdinand Schladen (LC Bonn)         | 18,96     |
| 3     | Gerhard Steines (TV Wattenscheid 01) | 18,85     |
| 4     | Josef Forst (TV Wattenscheid 01)     | 18,39     |
| 5     | Henning Maßholder (TV 1885 Haiger)   | 18,35     |
| 6     | Heinrich Porsch (LG Bamberg)         | 17,97     |
| 7     | Harro Schoon (TG Göttingen)          | 17,01     |
| 8     | Hans-Joachim Rathke (TSV Wedel)      | 16,99     |

Datum: 28. Juli

### Diskuswurf
| Platz | Athlet, Verein                               | Weite (m) |
| ----- | -------------------------------------------- | --------- |
| 1     | Hein-Direck Neu (TSV Bayer 04 Leverkusen)    | 62,36     |
| 2     | Klaus-Peter Hennig (TSV Bayer 04 Leverkusen) | 60,94     |
| 3     | Alwin Wagner (TV 1861 Melsungen)             | 58,32     |
| 4     | Karl-Heinz Steinmetz (ASC Wella Darmstadt)   | 56,16     |
| 5     | Allen Seatory / Großbritannien (ASV Köln)    | 56,14     |
| 6     | Dirk Wippermann (Rot-Weiß Oberhausen)        | 55,78     |
| 7     | Josef Forst (TV Wattenscheid 01)             | 54,56     |
| 8     | Lothar Pongratz (TV Wattenscheid 01)         | 52,36     |

Datum: 27. Juli

### Hammerwurf
| Platz | Athlet, Verein                        | Weite (m) |
| ----- | ------------------------------------- | --------- |
| 1     | Edwin Klein (TSV Bayer 04 Leverkusen) | 71,24     |
| 2     | Uwe Beyer (USC Mainz)                 | 71,02     |
| 3     | Manfred Hüning (LAZ Rhede)            | 70,68     |
| 4     | Hans-Martin Lotz (SV Polizei Hamburg) | 67,94     |
| 5     | Karl-Hans Riehm (TV Germania Trier)   | 67,06     |
| 6     | Peter Rieck (TV Germania Trier)       | 66,46     |
| 7     | Gerhard Thiele (VT Zweibrücken)       | 65,14     |
| 8     | Klaus Ploghaus (ASC Wella Darmstadt)  | 64,46     |

Datum: 27. Juli

### Speerwurf
| Platz | Athlet, Verein                         | Weite (m) |
| ----- | -------------------------------------- | --------- |
| 1     | Klaus Wolfermann (SV Gendorf)          | 84,58     |
| 2     | Michael Wessing (Recklinghäuser LC)    | 80,80     |
| 3     | Horst Timmer (TSV Bayer 04 Leverkusen) | 80,30     |
| 4     | Axel Jelten (TSV Schwaben Augsburg)    | 76,24     |
| 5     | Reinhard Lange (KSV Hessen Kassel)     | 72,82     |
| 6     | Elmar Tappe (TSV Bayer 04 Leverkusen)  | 71,74     |
| 7     | Peter Mörbel (USC Mainz)               | 71,72     |
| 8     | Dr. Jörg Hein (Gut Heil Neumünster)    | 70,46     |

Datum: 28. Juli

### Zehnkampf,1965er Wertung
| Platz | Athlet, Verein                        | P – offiz. Wert. | P – 85er Wert. |
| ----- | ------------------------------------- | ---------------- | -------------- |
| 1     | Kurt Bendlin (ASV Köln)               | 7945             | 7846           |
| 2     | Eberhard Stroot (USC Mainz)           | 7864             | 7706           |
| 3     | Herbert Swoboda (USC Mainz)           | 7715             | 7575           |
| 4     | Kurt-Walter May (Rot-Weiß Koblenz)    | 7579             | 7400           |
| 5     | Günter Hoffmann (USC Mainz)           | 7534             | 7378           |
| 6     | Winfried Hartweck (ART Düsseldorf)    | 7414             | 7243           |
| 7     | Wolfgang Linkmann (LG USC Bochum)     | 7371             | 7188           |
| 8     | Norbert Hoischen (OSC Thier Dortmund) | 7337             | 7189           |

Datum: 13./14. Juli
fand in Trostberg statt

### Zehnkampf,1965er Wertung– Mannschaftswertung
| Platz | Verein, Besetzung                                               | Leistung (Pkte) |
| ----- | --------------------------------------------------------------- | --------------- |
| 1     | USC Mainz (Eberhard Stroot, Herbert Swoboda, Günter Hoffmann)   | 23.113          |
| 2     | LG USC Bochum (Wolfgang Linkmann, Claus Marek, Detlef Kleefeld) | 21.118          |
| 3     | LC Bonn (Walter Mössle, Uli Schmedemann, Gerd Stengert)         | 20.595          |
| 4     | TG Nürtingen (Klaus Flakus, Gerhard Klinger, Wolfgang Grau)     | 20.044          |
| 5     | LAC Quelle Fürth (Böck, Handrich, Walter)                       | 19.624          |
| 6     | SV Polizei Hamburg (Peter Völker, D. Gerdau, Stampnik)          | 19.437          |
| 7     | LG Staufen (Werner Jauss, Fritz Mehl, Oswald Igel)              | 19.103          |
| 8     | MTV Herrenhausen (Uwe Rylewicz, Blume, Heinz)                   | 18.668          |

Datum: 13./14. Juli
fand in Trostberg statt

### CrosslaufMittelstrecke –5000 m
| Platz | Athlet, Verein                              | Zeit (min) |
| ----- | ------------------------------------------- | ---------- |
| 1     | Wolfgang Riesinger (LG Ratio Münster)       | 15:07,0    |
| 2     | Karl Mann (ASC Wella Darmstadt)             | 15:11,2    |
| 3     | Ulrich Hutmacher (VfL Wolfsburg)            | 15:13,6    |
| 4     | Willi Maier (TSV Genkingen)                 | 15:13,8    |
| 5     | Ingo Sensburg (Neuköllner Sportfreunde)     | 15:15,6    |
| 6     | Günther Kohl (SC Vöhringen)                 | 15:16,2    |
| 7     | Frank Sonntag (Hamburger SV)                | 15:28,7    |
| 8     | Rainer Schwarz (SV Salamander Kornwestheim) | 15:30,5    |

Datum: 2. März
fand in Leimsfeld statt

### CrosslaufMittelstrecke –5000 m, Mannschaftswertung
| Platz | Verein, Besetzung                                                          | Platzziffer |
| ----- | -------------------------------------------------------------------------- | ----------- |
| 1     | ASC Wella Darmstadt I (Karl Mann, Till Lufft, Claus-Peter Hälsig)          | 024         |
| 2     | VfL Wolfsburg (Ulrich Hutmacher, Wilfried Jackisch, Volker Bergander)      | 051         |
| 3     | ASC Wella Darmstadt II (Herbert Schmitt, Arnd Krüger, Wilfried Raatz)      | 077         |
| 4     | TSV Genkingen (Willi Maier, Ulrich Dinkelacker, Uwe Beck)                  | 077         |
| 5     | Hamburger SV (Frank Sonntag, Joachim Daduna, Robert Olshausen)             | 087         |
| 6     | SV Salamander Kornwestheim (Rainer Schwarz, Manfred Hinners, G. Mayer)     | 094         |
| 7     | TV 1885 Haiger (Paul-Heinz Wellmann, Thomas Wessinghage, Karlfried Kainer) | 104         |
| 8     | LG Braunschweig (Christoph Engel, Stennert, Günther)                       | 110         |

Datum: 2. März
fand in Leimsfeld statt

### CrosslaufLangstrecke –11.190 m
| Platz | Athlet, Verein                         | Zeit (min) |
| ----- | -------------------------------------- | ---------- |
| 1     | Detlef Uhlemann (LC Bonn)              | 35:53,8    |
| 2     | Gerd Frähmcke (LG Itzehoe)             | 36:00,0    |
| 3     | Wilhelm Jungbluth (Jugend 07 Bergheim) | 36:04,8    |
| 4     | Wolfgang Krüger (LBV Phönix Lübeck)    | 36:08,0    |
| 5     | Michael Karst (SV Saar 05 Saarbrücken) | 36:09,0    |
| 6     | Reinhard Leibold (ASC Wella Darmstadt) | 36:09,4    |
| 7     | Theo Leimbach (LG Kassel/Baunatal)     | 36:23,0    |
| 8     | Anton Gorbunow (LAC Quelle Fürth)      | 36:30,8    |

Datum: 2. März
fand in Leimsfeld statt

### CrosslaufLangstrecke –11.190 m, Mannschaftswertung
| Platz | Verein, Besetzung                                                           | Platzziffer |
| ----- | --------------------------------------------------------------------------- | ----------- |
| 1     | ASC Wella Darmstadt I (Reinhard Leibold, Lutz Philipp, Falko Will)          | 028         |
| 2     | LAC Quelle Fürth (Anton Gorbunow, Karl Heinz Betz, Manfred Genthner)        | 042         |
| 3     | LC Bonn (Detlef Uhlemann, Johannes Lummer, Jochen Schirmer)                 | 042         |
| 4     | LG Itzehoe (Gerd Frähmcke, Wolfgang Soukup, Jürgen Frähmcke)                | 042         |
| 5     | LG Post/Siemens Nürnberg I (Wolfgang Kelsch, Harald Döhla, Karl-Heinz Leis) | 063         |
| 6     | LG DJK Boullo Andernach (Klaus-Peter Hildenbrand, Edmund Kaul, Kessler)     | 091         |
| 7     | ASC Wella Darmstadt II (Oswald Engel, Werner Schmitt, Karl-Heinz Pschera)   | 109         |
| 8     | LG Post/Siemens Nürnberg II (Freyhub, W. Herrmann, Günther Schmidt)         | 117         |

Datum: 2. März
fand in Leimsfeld statt

## Meisterschaftsresultate Frauen

### 100 m
| Platz | Athletin, Verein                                    | Zeit (s)   |
| ----- | --------------------------------------------------- | ---------- |
| 1     | Annegret Richter, geb. Irrgang (OSC Thier Dortmund) | 11,24 BRel |
| 2     | Elfgard Schittenhelm, geb. Weismann (OSC Berlin)    | 11,400000  |
| 3     | Inge Helten (OSC Thier Dortmund)                    | 11,510000  |
| 4     | Annegret Kroniger (USC Mainz)                       | 11,510000  |
| 5     | Elvira Possekel (LC Bonn)                           | 11,590000  |
| 6     | Christiane Krause (ASC Wella Darmstadt)             | 11,600000  |
| 7     | Christine Tackenberg – geb. Scherzer (LG Erlangen)  | 11,670000  |
| 8     | Christa Feeder (VfL Wolfsburg)                      | 11,680000  |

Datum: 27. Juli
Wind: + 1,17 m/s
Mit ihrer Siegerzeit von 11,24 Sekunden stellte Annegret Richter einen DLV-Rekord nach elektronischer Messung auf.

### 200 m
| Platz | Athletin, Verein                                    | Zeit (s) |
| ----- | --------------------------------------------------- | -------- |
| 1     | Annegret Richter, geb. Irrgang (OSC Thier Dortmund) | 23,46    |
| 2     | Annegret Kroniger (USC Mainz)                       | 23,70    |
| 3     | Elfgard Schittenhelm, geb. Weismann (OSC Berlin)    | 23,86    |
| 4     | Inge Helten (OSC Thier Dortmund)                    | 24,01    |
| 5     | Christiane Krause (ASC Wella Darmstadt)             | 24,06    |
| 6     | Elvira Possekel (LC Bonn)                           | 24,22    |
| 7     | Sigrid Goydke (VfV Hildesheim)                      | 24,24    |
| 8     | Christine Tackenberg – geb. Scherzer (LG Erlangen)  | 24,26    |

Datum: 28. Juli
Wind: + 0,99 m/s

### 400 m
| Platz | Athletin, Verein                               | Zeit (s) |
| ----- | ---------------------------------------------- | -------- |
| 1     | Rita Wilden, geb. Jahn (TuS 04 Leverkusen)     | 52,06    |
| 2     | Elke Barth (TSV Bayer Dormagen)                | 52,53    |
| 3     | Dagmar Jost (TG Bad Homburg)                   | 53,15    |
| 4     | Karola Claus (LG Herzogenrath)                 | 53,59    |
| 5     | Brigitte Koczelnik (TuS 04 Leverkusen)         | 53,93    |
| 6     | Erika Weinstein, geb. Götz (TuS 04 Leverkusen) | 54,51    |
| 7     | Silvia Hollmann (OSC Thier Dortmund)           | 55,00    |
| DNF   | Hildegard Falck, geb. Janze (VfL Wolfsburg)    |          |

Datum: 27. Juli

### 800 m
| Platz | Athletin, Verein                                     | Zeit (min) |
| ----- | ---------------------------------------------------- | ---------- |
| 1     | Gisela Klein, geb. Ellenberger (TuS 04 Leverkusen)   | 2:02,10    |
| 2     | Angelika Traugott, geb. Bittrich (TuS 04 Leverkusen) | 2:06,30    |
| 3     | Karin Kaseder (Sportfreunde Zeilarm)                 | 2:06,83    |
| 4     | Sabine Lorenzen, geb. Skov (TSB Flensburg)           | 2:07,20    |
| 5     | Ute Fischer (DJK VS Villingen)                       | 2:07,85    |
| 6     | Brigitte Kraus (LG Rhein-Berg)                       | 2:08,07    |
| 7     | Rosemarie Balke, geb. Klute (OSC Thier Dortmund)     | 2:08,14    |
| 8     | Evelyn Duda (LG co op Kurpfalz)                      | 2:08,48    |

Datum: 27. Juli

### 1500 m
| Platz | Athletin, Verein                                | Zeit (min) |
| ----- | ----------------------------------------------- | ---------- |
| 1     | Ellen Wellmann, geb. Tittel (TuS 04 Leverkusen) | 4:21,6     |
| 2     | Sylvia Schenk (Eintracht Frankfurt)             | 4:22,4     |
| 3     | Christine Klemme (LG Göttingen)                 | 4:26,0     |
| 4     | Christel Rosenthal (ASC Wella Darmstadt)        | 4:26,4     |
| 5     | Brita Dziubany (TSV Aitrach)                    | 4:28,2     |
| 6     | Monika Greschner (Jugend 07 Bergheim)           | 4:29,8     |
| 7     | Irene Keppke (1. FC Nürnberg)                   | 4:32,8     |
| 8     | Inge Huck (LG LuK Steinbach/Bühl)               | 4:33,4     |

Datum: 28. Juli

### 3000 m
| Platz | Athletin, Verein                                                    | Zeit (min) |
| ----- | ------------------------------------------------------------------- | ---------- |
| 1     | Gudrun Hodey (VfL Eintracht Hagen)                                  | 9:22,2     |
| 2     | Gerda Ranz, geb. Klöpfer (LAC Quelle Fürth)                         | 9:24,2     |
| 3     | Vera Kemper (TuS Neuenkamp)                                         | 9:24,8     |
| 4     | Christa Vahlensieck, geb. Kofferschläger (Barmer TV 1846 Wuppertal) | 9:28,6     |
| 5     | Manuela Preuß (SC Bayer 05 Uerdingen)                               | 9:34,2     |
| 6     | Rosmarie Struss (LG Rüsselsheim)                                    | 9:47,6     |
| 7     | Renate Kieninger (TV Sankt Georgen)                                 | 9:50,2     |
| 8     | Lydia Ritter (Rot-Weiß Koblenz)                                     | 9:57,8     |

Datum: 28. Juli

### 100 m Hürden
| Platz | Athletin, Verein                              | Zeit (s) |
| ----- | --------------------------------------------- | -------- |
| 1     | Marlies Koschinski (TSV Bayer 04 Leverkusen)  | 13,58    |
| 2     | Christa Xalter (SV Salamander Kornwestheim)   | 13,77    |
| 3     | Christel Voß (TuS 04 Leverkusen)              | 13,80    |
| 4     | Gudrun Wengler, geb. Gülck (Hamburger SV)     | 14,01    |
| 5     | Monika Scherb (LG Frankfurt)                  | 14,09    |
| 6     | Cornelia Kleina (SuS Schalke 96)              | 14,13    |
| 7     | Heide-Lore Bretz, geb. Schüler (TV Dillingen) | 14,15    |
| DNF   | Uta Nolte (TuS 04 Leverkusen)                 |          |

Datum: 28. Juli
Wind: + 2,76 m/s

### 4 × 100 m Staffel
| Platz | Verein, Besetzung                                                                                       | Zeit (s) |
| ----- | --- | -------- |
| 1     | OSC Thier Dortmund (Ursula Pudelko, Inge Helten, Annegret Richter – geb. Irrgang, Silvia Hollmann)      | 44,51    |
| 2     | OSC Berlin (Sigrid Barth, Elfgard Schittenhelm – geb. Weismann, Evelin Borrmann, Maren Schröder)        | 44,97    |
| 3     | TSV Bayer Dormagen (Judith Wilcock, Elke Barth, Ute Weichenthal, Elvira Springsguth)                    | 45,35    |
| 4     | LC Bonn (Elvira Possekel, Marlies Kühn, Ulla Zablinski, Annelie Wilden – geb. Klum)                     | 46,02    |
| 5     | TuS 04 Leverkusen (Brigitte Koczelnik, Uta Nolte, Erika Weinstein – geb. Götz, Rita Wilden – geb. Jahn) | 46,04    |
| 6     | LG Erlangen (Helga Mauerer, Ulrike Jacob, Brigitte Brückner, Christine Tackenberg – geb. Scherzer)      | 46,08    |
| 7     | LAZ Rhede (Roswitha Steverding, Niewenhues, Martina Starke, Cilly Lemkamp)                              | 46,40    |
| 8     | LG USC Bochum (Rita Gurowski, Annette Stein, Markert, Ute Finger)                                       | 46,40    |

Datum: 28. Juli

### 3 × 800 m Staffel
| Platz | Verein, Besetzung                                                                                                  | Zeit (min) |
| ----- | --- | ---------- |
| 1     | TuS 04 Leverkusen II (Christel Schlaukötter, Brigitte Koczelnik, Gisela Klein – geb. Ellenberger)                  | 6:39,0     |
| 2     | TuS 04 Leverkusen I (Erika Weinstein – geb. Götz, Angelika Traugott – geb. Bittrich, Ellen Wellmann – geb. Tittel) | 6:39,1     |
| 3     | Eintracht Frankfurt (Marieluise Remling, Regine Sussner – geb. Schoch, Sylvia Schenk)                              | 6:46,4     |
| 4     | ASV Köln (Rita Windbrake, Ulla Meyer, Christel Frese)                                                              | 6:55,2     |
| 5     | TK Hannover (Gabriele Klinger, Sabine Ohms, Rathmann)                                                              | 6:57,6     |
| 6     | LAC Quelle Fürth (Waltraud Fajeruzoff – geb. Simolka, Ulrike Urban, Gerda Ranz – geb. Klöpfer)                     | 7:05,3     |
| 7     | LG Kreis Hanau (Ursula Hook, Beate Kranke, Wenzel)                                                                 | 7:13,9     |

Datum: 29. September
fand in Obersuhl statt
nur 7 Staffeln am Start

### Hochsprung
| Platz | Athletin, Verein                         | Höhe (m) |
| ----- | ---------------------------------------- | -------- |
| 1     | Karin Wagner (USC Mainz)                 | 1,85     |
| 2     | Ulrike Meyfarth (ASV Köln)               | 1,85     |
| 3     | Renate Pietschmann (Stuttgarter Kickers) | 1,82     |
| 4     | Renate Gärtner (Eintracht Frankfurt)     | 1,82     |
| 5     | Karen Mack (TSV 1860 München)            | 1,79     |
| 6     | Gunhild Hetzel (LG Offenburg)            | 1,76     |
| 6     | Anja Wolf (TSV 1899 Goddelau)            | 1,76     |
| 8     | Iris Scholz (LAG Hüttental)              | 1,73     |
| 8     | Bärbel Tautz (USC Mainz)                 | 1,73     |

Datum: 28. Juli

### Weitsprung
| Platz | Athletin, Verein                             | Weite (m) |
| ----- | -------------------------------------------- | --------- |
| 1     | Edda Trocha, geb. Schmiedel (SG Düren 99)    | 6,36      |
| 2     | Birgit Wilkes (LC Bonn)                      | 6,34      |
| 3     | Margot Eppinger (LG Filder)                  | 6,31      |
| 4     | Ute Hedicke (LG DJK Boullo Andernach)        | 6,25      |
| 5     | Astrid Frank (LG Saulgau)                    | 6,20      |
| 6     | Christa Striezel, geb. Herzog (Hamburger SV) | 6,12      |
| 7     | Gudrun Künstner (STV Singen)                 | 6,12      |
| 8     | Ulrike Jacob (LG Erlangen)                   | 6,05      |

Datum: 27. Juli

### Kugelstoßen
| Platz | Athletin, Verein                                     | Weite (m) |
| ----- | ---------------------------------------------------- | --------- |
| 1     | Eva Wilms (TSV 1860 München)                         | 16,38     |
| 2     | Helga Jaxt (USC Mainz)                               | 15,28     |
| 3     | Rosa Molina / Chile (SCC Berlin)                     | 14,19     |
| 4     | Anne-Chatrine Rühlow, geb. Lafrenz (Preußen Münster) | 14,15     |
| 5     | Marion Schwittalla (TSB Flensburg)                   | 13,73     |
| 6     | Christel Voß (TuS 04 Leverkusen)                     | 13,69     |
| 7     | Marion Gröger (ASV Köln)                             | 13,61     |
| 8     | Ingrid Pohlner (ASC Wella Darmstadt)                 | 13,57     |

Datum: 26. Juli

### Diskuswurf
| Platz | Athletin, Verein                                     | Weite (m) |
| ----- | ---------------------------------------------------- | --------- |
| 1     | Liesel Westermann (TuS 04 Leverkusen)                | 57,34     |
| 2     | Anne-Chatrine Rühlow, geb. Lafrenz (Preußen Münster) | 49,24     |
| 3     | Marion Gröger (ASV Köln)                             | 46,60     |
| 4     | Marita Schuran, geb. Becker (ASV Köln)               | 44,24     |
| 5     | Silvia Werth (OSC Berlin)                            | 44,18     |
| 6     | Cornelia Tegel (SV Wiesbaden)                        | 43,62     |
| 7     | Gundi Matysiak (Jugend 07 Bergheim)                  | 42,74     |
| 8     | Ingrid Pohlner (ASC Wella Darmstadt)                 | 42,54     |

Datum: 28. Juli

### Speerwurf
| Platz | Athletin, Verein                                    | Weite (m) |
| ----- | --------------------------------------------------- | --------- |
| 1     | Ameli Koloska, geb. Isermeyer (TV Nieder-Olm)       | 56,10     |
| 2     | Marion Becker, geb. Steiner (Eintracht Frankfurt)   | 56,02     |
| 3     | Anneliese Gerhards, geb. Jansen (TuS 04 Leverkusen) | 52,54     |
| 4     | Christa Peters, geb. Sander (TK Hannover)           | 52,46     |
| 5     | Ingrid Thyssen (Aachener TG)                        | 51,90     |
| 6     | Ursula Pietschmann (Stuttgarter Kickers)            | 51,08     |
| 7     | Iris Lehmann, geb. Sporleder (Düsseldorfer SC 99)   | 49,48     |
| 8     | Helene Hering (VfL Wolfsburg)                       | 47,92     |

Datum: 27. Juli

### Fünfkampf,1971er Wertung
| Platz | Athletin, Verein                         | P – offiz. Wert. | P – 81er Wert. |
| ----- | ---------------------------------------- | ---------------- | -------------- |
| 1     | Christel Voß (TuS 04 Leverkusen)         | 4479             | 4398           |
| 2     | Eva Wilms (TSV 1860 München)             | 4352             | 4255           |
| 3     | Annette Stein (LG USC Bochum)            | 4322             | 4234           |
| 4     | Karen Mack (TSV 1860 München)            | 4311             | 4203           |
| 5     | Ulrike Jacob (LG Erlangen)               | 4284             | 4172           |
| 6     | Liesel Albert, geb. Krauhs (TV 1895 Elm) | 4252             | 4126           |
| 7     | Birgit Martin (Düsseldorfer SC 99)       | 4020             | 3879           |
| 8     | Ute Hedicke (LG DJK Andernach-Neuwied)   | 3949             | 3848           |

Datum: 13./14. Juli
fand in Trostberg statt

### Fünfkampf,1971er W.– Mannschaftswertung
| Platz | Verein, Besetzung                                          | Leistung (Pkte) |
| ----- | ---------------------------------------------------------- | --------------- |
| 1     | TSV 1860 München (Eva Wilms, Karen Mack, Brigitte Janssen) | 12.555          |
| 2     | LG USC Bochum (Annette Stein, Hanne Ziemek, Schnall)       | 11.516          |
| 3     | Düsseldorfer SC 99 (Birgit Martin, Leboterf, Junginger)    | 11.368          |
| 4     | Aachener TG (Frank, Grieff, Palm)                          | 10.809          |

Datum: 13./14. Juli
fand in Trostberg statt
nur 4 Teams in der Wertung

### CrosslaufMittelstrecke –2240 m
| Platz | Athletin, Verein                             | Zeit (min) |
| ----- | -------------------------------------------- | ---------- |
| 1     | Sylvia Schenk (Eintracht Frankfurt)          | 7:36,2     |
| 2     | Christel Frese (ASV Köln)                    | 7:40,2     |
| 3     | Rita Seggewiß (Rasensport Coesfeld)          | 7:42,0     |
| 4     | Marita Jeske, geb. Kloth (LBV Phönix Lübeck) | 7:43,6     |
| 5     | Hedwig Romeyk (Düsseldorfer SC 99)           | 7:46,4     |
| 6     | Gertrud Theißen (ASV Köln)                   | 7:46,4     |
| 7     | Irene Keppke (1. FC Nürnberg)                | 7:46,9     |
| 8     | Brigitte Hennchen (LSG Neunkirchen)          | 7:50,7     |

Datum: 2. März
fand in Leimsfeld statt

### CrosslaufMittelstrecke –2240 m, Mannschaftswertung
| Platz | Verein, Besetzung                                                            | Platzziffer |
| ----- | ---------------------------------------------------------------------------- | ----------- |
| 1     | ASV Köln (Christel Frese, Gertrud Theißen, Rita Windbrake)                   | 19          |
| 2     | LBV Phönix Lübeck (Marita Jeske – geb. Kloth, D. Krüger, Kirsten Hünemörder) | 44          |
| 3     | LG DJK Andernach-Neuwied (Herta Kaffei, Sylvia Mink, Klein)                  | 47          |
| 4     | Eintracht Frankfurt (Sylvia Schenk, Marieluise Remling, Verleger)            | 48          |
| 5     | SCC Berlin (Gerda Reinke, Ursula Blaschke, Sieglinde Bludau)                 | 52          |
| 6     | Düsseldorfer SC 99 (Hedwig Romeyk, Bommes, Becker)                           | 57          |
| 7     | LG Nord Berlin (Schöttler, Iffland, I. Meyer)                                | 73          |
| 8     | LG Kassel/Baunatal (Höhle, Konrad, Stephan)                                  | 78          |

Datum: 2. März
fand in Leimsfeld statt

### CrosslaufLangstrecke –4370 m
| Platz | Athletin, Verein                                     | Zeit (min) |
| ----- | ---------------------------------------------------- | ---------- |
| 1     | Christa Kofferschläger (Barmer TV 1846 Wuppertal)    | 16:20,8    |
| 2     | Ellen Wellmann, geb. Tittel (TuS 04 Leverkusen)      | 16:28,8    |
| 3     | Charlotte Teske, geb. Bernhard (ASC Wella Darmstadt) | 16:32,0    |
| 4     | Christine Klemme (LG Göttingen)                      | 16:46,0    |
| 5     | Renate Kieninger (TV Sankt Georgen)                  | 16:48,8    |
| 6     | Christel Rosenthal (ASC Wella Darmstadt)             | 16:57,8    |
| 7     | Irmgard Detmers (TuS Pewsum)                         | 16:58,5    |
| 8     | Eva Oppermann (Barmer TV 1846 Wuppertal)             | 17:01,7    |

Datum: 2. März
fand in Leimsfeld statt

### CrosslaufLangstrecke –4370 m, Mannschaftswertung
| Platz | Verein, Besetzung                                                                          | Platzziffer |
| ----- | ------------------------------------------------------------------------------------------ | ----------- |
| 1     | Barmer TV 1846 Wuppertal (Christa Kofferschläger, Eva Oppermann, Ingrid Unger)             | 30          |
| 2     | ASC Wella Darmstadt (Charlotte Teske – geb. Bernhard, Christel Rosenthal, Döge)            | 32          |
| 3     | TuS 04 Leverkusen (Ellen Wellmann – geb. Tittel, Diehl, Christel Schlaukötter)             | 35          |
| 4     | LAC Quelle Fürth (Gerda Ranz – geb. Klöpfer, Waltraud Fajeruzoff – geb. Simolka, Regenfuß) | 55          |
| 5     | Sport-Union Annen (Albers, Grabowski, Pauls)                                               | 74          |
| 6     | USC Mainz (Erika Fisch, Ursula Habermann, Georgesohn)                                      | 89          |

Datum: 2. März
fand in Leimsfeld statt
nur 6 Mannschaften in der Wertung